# Cavaleiro (selos)
Cavaleiro ou Selo do Rei D. Dinis, no contexto da filatelia portuguesa refere-se a uma emissão base ou ordinária.